# Nazionale femminile di pallavolo dell'India
La nazionale femminile di pallavolo dell'India è una squadra asiatica ed oceaniana composta dalle migliori giocatrici di pallavolo dell'India ed è posta sotto l'egida della Federazione pallavolistica dell'India.

## Rosa
Segue la rosa delle giocatrici convocate per l'AVC Challenge Cup 2024.
| N° | Nome                         | Ruolo | Data di nascita   | Squadra |
| -- | ---------------------------- | ----- | ----------------- | ------- |
| 1  | Pooja Prasad Narendra        | S     | 29 gennaio 1997   | -       |
| 2  | Aswathi Raveendran           | L     | 25 giugno 1997    | -       |
| 4  | Shaalini Saravanan           | S     | 19 luglio 2000    | -       |
| 5  | Shilpa Rajendran Nair Sindhu | C     | 26 febbraio 2002  | -       |
| 6  | Soorya Soorya                | C     | 16 dicembre 1998  | -       |
| 7  | Jini Kovat Shaji             | P     | 10 settembre 1996 | -       |
| 8  | Aswani Kandoth               | C     | 17 giugno 1996    | -       |
| 9  | Roli Pathak                  | O     | 20 giugno 2002    | -       |
| 10 | Kavita Kavita                | S     | 15 gennaio 2006   | -       |
| 11 | Radhakrishnan Anagha         | O     | 10 luglio 2002    | -       |
| 13 | Anushree Kambrath Poyili     | S     | 10 agosto 1997    | -       |
| 14 | Purna Dipakbhai Shukla       | C     | 9 agosto 2002     | -       |
| 17 | Shaw Juhi                    | P     | 26 agosto 1995    | -       |
| 18 | Ananya Das                   | L     | 14 ottobre 2000   | -       |

## Risultati

### Competizioni FIVB
| 1952 | 8º posto        | Convocazioni |
| 1956 | non qualificata | -            |
| 1960 | non qualificata | -            |
| 1962 | non qualificata | -            |
| 1967 | non qualificata | -            |
| 1970 | non qualificata | -            |
| 1974 | non qualificata | -            |
| 1978 | non qualificata | -            |
| 1982 | non qualificata | -            |
| 1986 | non qualificata | -            |
| 1990 | non qualificata | -            |
| 1994 | non qualificata | -            |
| 1998 | non qualificata | -            |
| 2002 | non qualificata | -            |
| 2006 | non qualificata | -            |
| 2010 | non qualificata | -            |
| 2014 | non qualificata | -            |
| 2018 | non qualificata | -            |
| 2022 | non qualificata | -            |

### Competizioni AVC
| 1975 | non qualificata | -            |
| 1979 | 7º posto        | Convocazioni |
| 1983 | non qualificata | -            |
| 1987 | non qualificata | -            |
| 1989 | non qualificata | -            |
| 1991 | 14º posto       | Convocazioni |
| 1993 | non qualificata | -            |
| 1995 | non qualificata | -            |
| 1997 | non qualificata | -            |
| 1999 | non qualificata | -            |
| 2001 | non qualificata | -            |
| 2003 | non qualificata | -            |
| 2005 | 11º posto       | Convocazioni |
| 2007 | non qualificata | -            |
| 2009 | 11º posto       | Convocazioni |
| 2011 | 11º posto       | Convocazioni |
| 2013 | 11º posto       | Convocazioni |
| 2015 | 10º posto       | Convocazioni |
| 2017 | non qualificata | -            |
| 2019 | 10º posto       | Convocazioni |
| 2023 | 7º posto        | Convocazioni |

| 2022 | 2º posto | Convocazioni |
| 2023 | 4º posto | Convocazioni |
| 2024 | 5º posto | Convocazioni |
| 2025 | 9º posto | Convocazioni |

### Competizioni zonali
| 1962 | non qualificata | -            |
| 1966 | non qualificata | -            |
| 1970 | non qualificata | -            |
| 1974 | non qualificata | -            |
| 1978 | non qualificata | -            |
| 1982 | 6º posto        | Convocazioni |
| 1986 | non qualificata | -            |
| 1990 | non qualificata | -            |
| 1994 | non qualificata | -            |
| 1998 | non qualificata | -            |
| 2002 | non qualificata | -            |
| 2006 | non qualificata | -            |
| 2010 | 9º posto        | Convocazioni |
| 2014 | 8º posto        | Convocazioni |
| 2018 | 10º posto       | Convocazioni |
| 2022 | 9º posto        | Convocazioni |

| 2006 | non qualificata | -            |
| 2009 | 3º posto        | Convocazioni |
| 2014 | 1º posto        | Convocazioni |